# Дом Независимости

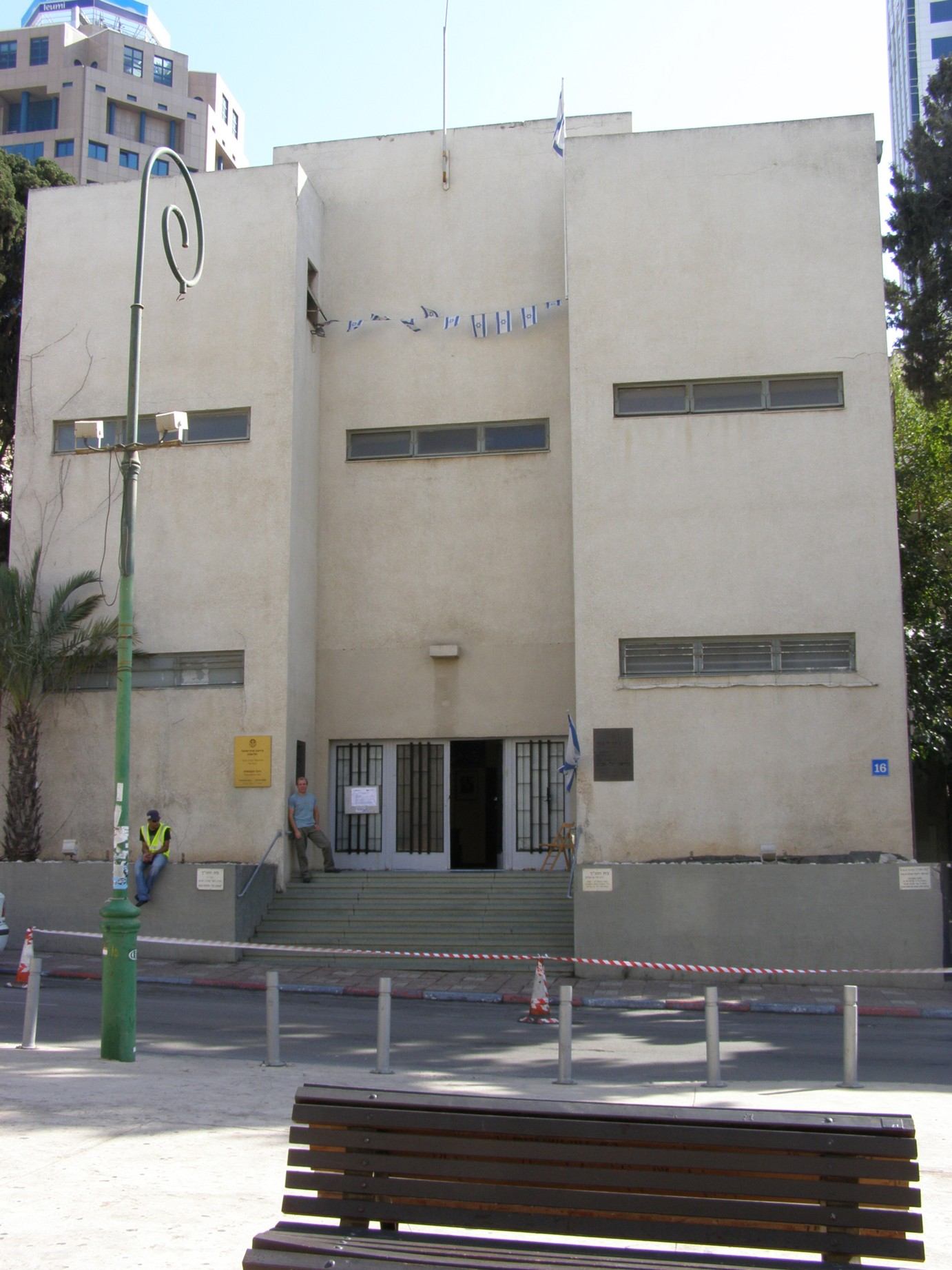
Зал Независимости сегодня. Бульвар Ротшильда, 16, Тель-Авив, Израиль

Дом Независимости (ивр. בית העצמאות‎, в прошлом Дом Дизенгофа ивр. בית דיזנגוף‎) — историческое здание в Тель-Авиве в Израиле, широко известное как место подписания Декларации независимости Израиля. Он расположен на историческом бульваре Ротшильда в Тель-Авиве . В настоящее время в музее размещены экспонаты, посвящённые подписанию Декларации независимости и истории Тель-Авива — Яффо. С 1932 по 1971 год в этом здании размещался Тель-Авивский музей изобразительных искусств.

## История
Здание было построено в нескольких метрах от того места, где 11 апреля 1909 года собрались на дюнах шестьдесят шесть семей для объявления о начале строительства первого еврейского города. Здесь они также провели так называемую ракушечную лотерею на право владения земельными участками в будущем еврейском квартале, названном ими «Ахузат Байт». Участок под номером 43 приобрели Меир и Зина Дизенгоф, на нём они и построили в 1910 году свой дом. Меир Дизенгоф исполнял обязанности главы совета нового района. В 1910 году на общем собрании жители «Ахузат Байт», вдохновленные книгой Теодора Герцля «Старая Новая земля», единогласно решили назвать их район Тель-Авивом. Со временем район разросся и стал городом, а Меир Дизенгоф стал первым мэром города Тель-Авива.

## Тель-Авивский музей изобразительных искусств
В 1930 году, после смерти жены, Меир Дизенгоф подарил свой дом любимому им городу Тель-Авиву и предложил открыть в этом доме музей. В 1932 году после проведения капитального ремонта в доме Дизегофа был открыт Тель-Авивский музей изобразительных искусств. В 1971 году музей переехал на своё нынешнее место — улицу Шауль-ха-мелех 27 (улица царя Саула, 27).

## Независимость
14 мая 1948 года в 4 часа дня за восемь часов до окончания правления Британского мандата первый премьер-министр Израиля Давид Бен-Гурион в присутствии членов «Ваад Леуми» (Еврейского Национального Совета) и лидеров еврейской общины провозгласил Декларацию независимости государства Израиль.
После того, как Давид Бен-Гурион зачитал Декларацию независимости и раввин Маймон Фишман произнёс специальное благословение «Шеhэхэяну», Декларация независимости была подписана. Церемония завершилась пением Хатиквы (в настоящее время национальный гимн Израиля).

## Музей Танаха
На верхних этажах здания дома находился Музей Танаха, в котором были представлены археологические артефакты и произведения искусства на библейские темы.
В полном объёме музей работал в Доме Дизенгофа до зимы 2012 года. Общество изучения Танаха постепенно переводило все экспонаты Музея Танаха в различные культурные учреждения — некоторые из них на территорию Бар-Иланского университета, другие в Гейхал Шломо (Иерусалим). Остальные экспонаты будут представлены в Доме Танаха, который запланировано построить в Иерусалиме.

## Зал Независимости
В дополнение к музею Танаха в том же здании в 1978 году был восстановлен и открыт для общественности музей «Зал Независимости». В нём размещены экспонаты, отображающие историю подписания Декларации независимости и историю Тель-Авива — Яффо.

## Галерея

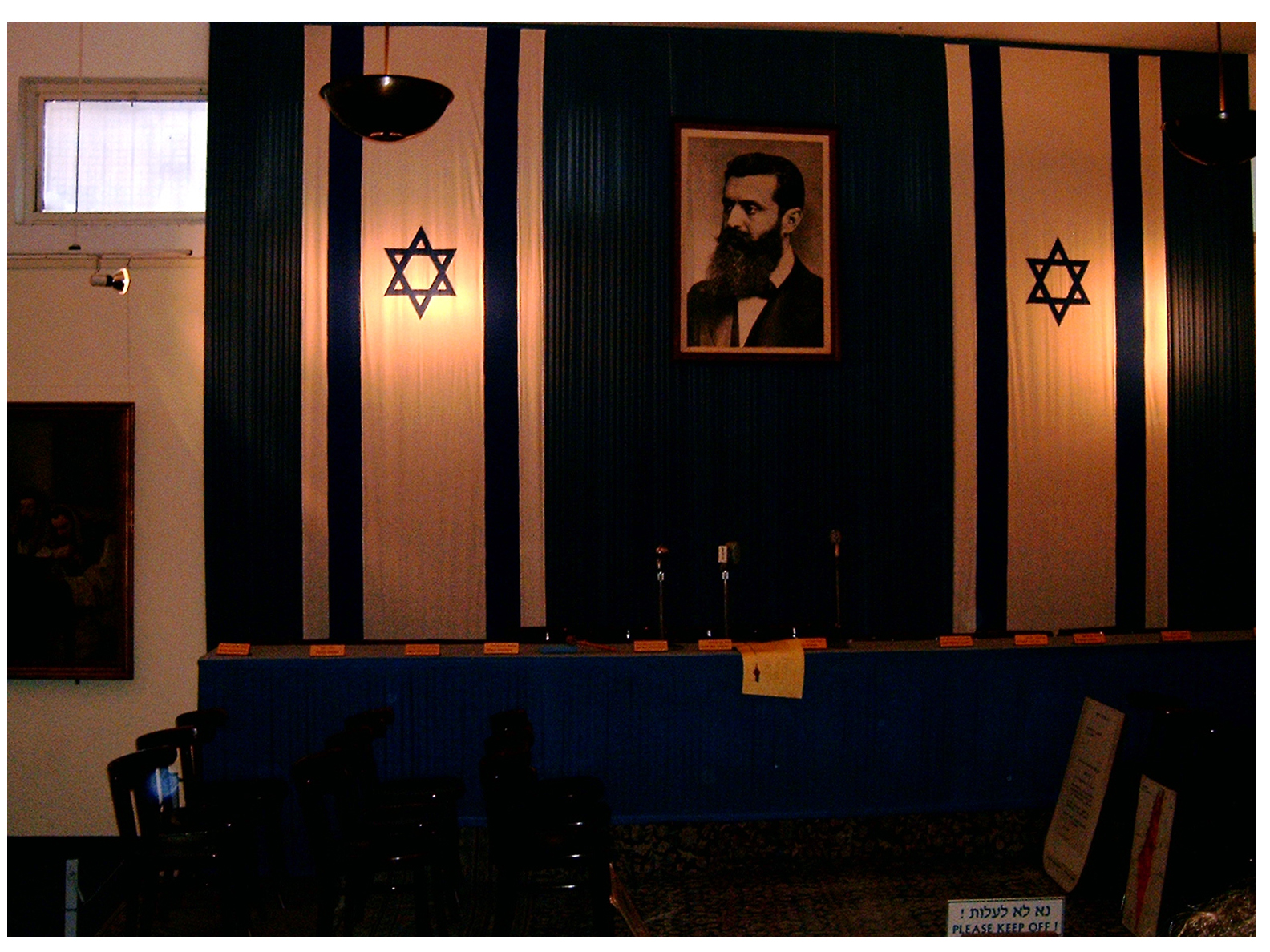
Зал Независимости, 2004 год
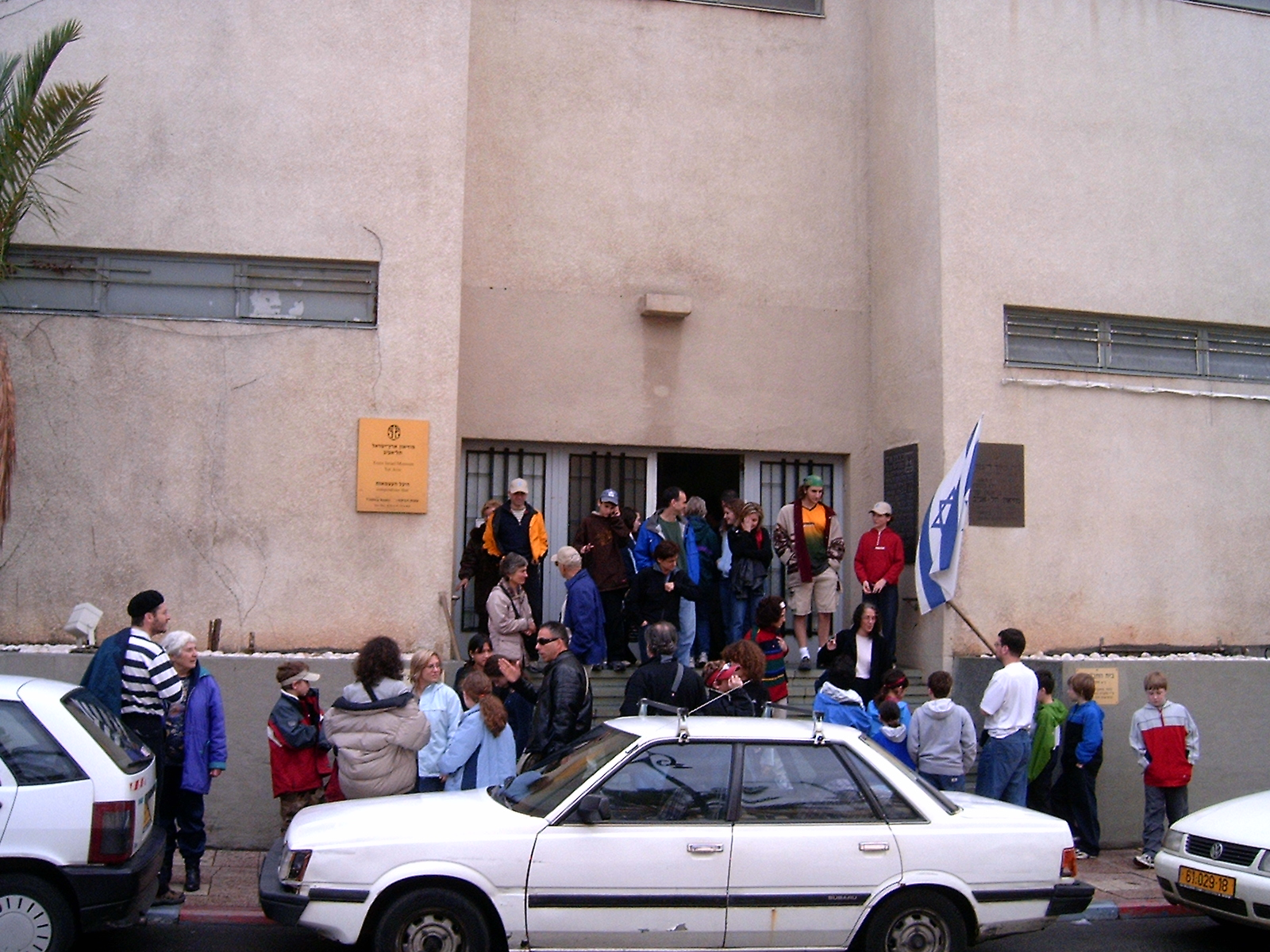
У входа в Зал Независимости, 2004 год